# Jens Nowotny
Jens Nowotny (Malsch, 11 januari 1974) is een Duits voormalig betaald voetballer. In 2007 stopte hij als profsporter. Nowotny was een verdediger en speelde zijn eerste interland op 30 april 1997 tegen Oekraïne. Hij maakte deel uit van de selectie voor het WK voetbal 2006 en speelde 48 interlands, waarin hij eenmaal scoorde.